# Криницкий, Иван Андреевич
Ива́н Андре́евич Крини́цкий (1797—1838) — русский зоолог, ординарный профессор Императорского Харьковского университета.

## Биография
Родился в Звенигородске, Киевской губернии, учился в Уманьской гимназии. Окончил Виленский университет (1821). По окончании курса, совершил поездку с профессором С. Б. Юндзилло по Виленской губернии для естественно-исторических исследований. Назначен преподавать сельское хозяйство в Виленском университете (1823). Переведён в Императорский Харьковский университет заведующим зоологическим и минералогическим кабинетами университета. Опубликовал ряд работ, в том числе по энтомологии. для преподавания минералогии (1825). В 1826 г. получил должность адъюнкт-профессора, в 1829 г. — экстраординарного и в 1835 г. — ординарного профессора. В 1835 г. совершил путешествие с ученой целью по Кавказу. Во время путешествия заболел лихорадкой и по причине отсутствия в походных условиях каких-либо медицинских средств, болезнь стала причиной его смерти. Он занимался с одинаковым жаром наблюдениями во всех царствах природы, и сделал множество открытий в энтомологии, особенно арохнографии. Открыл более 70 видов совершенно не известных ранее слизняков; сделал несколько любопытных открытий и в области геогнозии и минералогии. Первый ученый из Российской империи, опубликовавший герпетологическую работу. Именем Криницкого названы некоторые открытые им насекомые, окаменелости и один вид птиц. За сравнительно недолгую свою деятельность Криницкий напечатал 14 научных статей; они доставили ему звание члена ученых обществ Йенского, Гейдельбергского и Дрезденского, а также послужили материалом для обширной переписки его о Брандтом, Фишером фон Вальдгеймом и др. современными естествоиспытателями. Им была приведена в порядок и пополнена зоологическая коллекция Харьковского университета.